# Ángel Arroyo
Ángel Arroyo Lanchas (nascido em 2 de agosto de 1956, em El Barraco) é uma ex-ciclista espanhol, que era profissional entre 1979 a 1989. No Tour de France 1983, Arroyo venceu uma etapa e terminou em segundo lugar na classificação geral.